# Yasujirō Shimazu
Pour les articles homonymes, voir Shimazu.
Yasujirō Shimazu (島津 保次郎), né le 3 juin 1897 et mort le 18 septembre 1945, est un réalisateur et scénariste japonais. Il fut l'un des grands créateurs du genre shōshimingeki (films sur la classe moyenne) aux studios Shōchiku avant la Seconde Guerre mondiale.

## Biographie

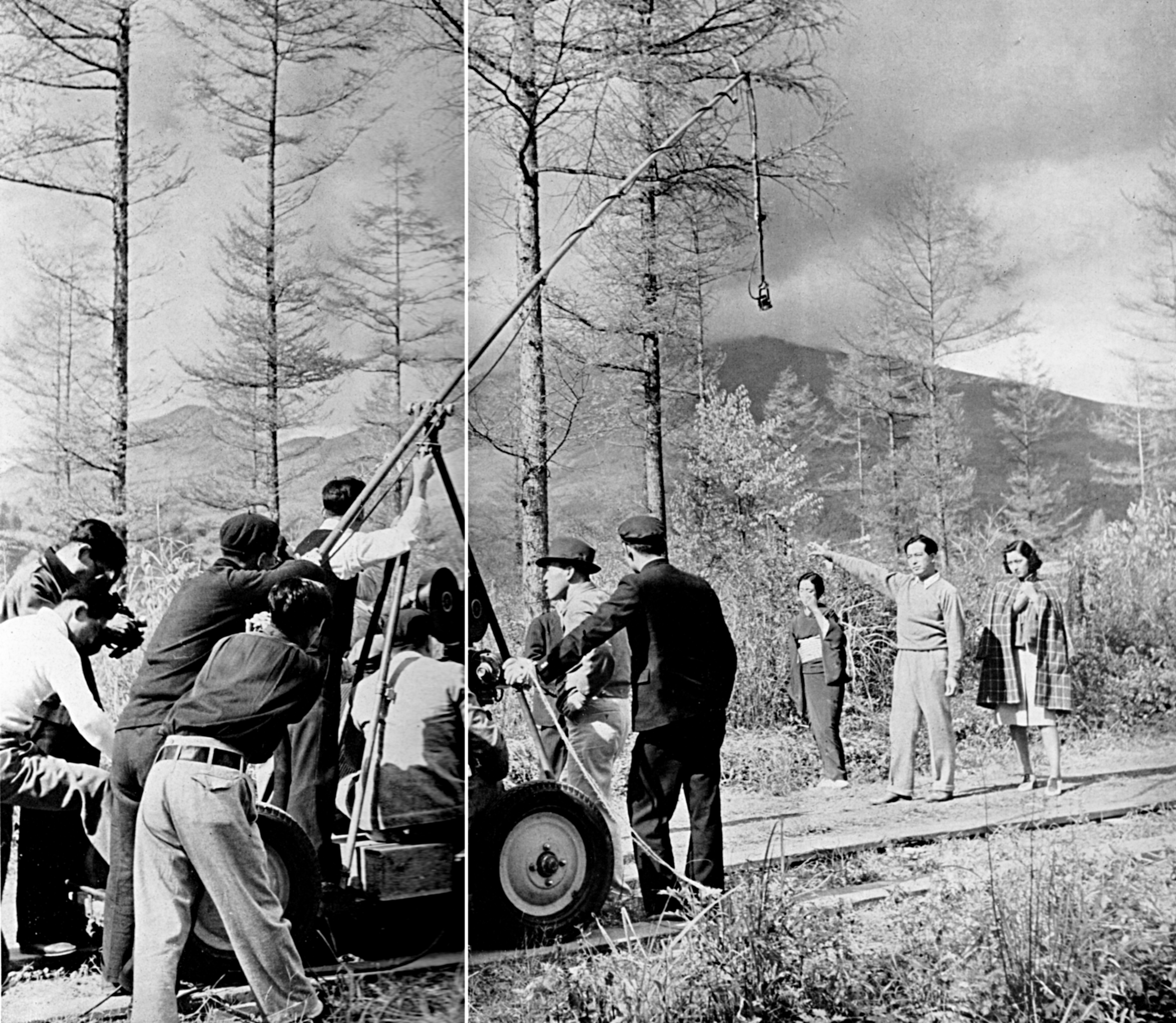
Yasujirō Shimazu (au centre avec le chapeau) sur le tournage de Hikari to kage (1940) avec Den Obinata et Setsuko Hara (à gauche).

Né dans le quartier Kanda de Tokyo, Yasujirō Shimazu entre aux studios Shōchiku en 1920 après avoir répondu à une annonce et commence à travailler sous Kaoru Osanai,. Reconnu comme réalisateur à partir de 1923, il se spécialise dans les films sur la classe moyenne (shōshimingeki) qui sont favorisés aux studios Shōchiku de Kamata.
Il travaille de façon indépendante particulièrement à l'époque du cinéma sonore, mais rejoint finalement les studios Tōhō avec lesquels il réalise quelques films en coopération avec l'Association cinématographique du Mandchoukouo. Il meurt d'un cancer du poumon, juste après la fin de la guerre. De nombreux réalisateurs renommés tels que Heinosuke Gosho, Shirō Toyoda, Kōzaburō Yoshimura et Keisuke Kinoshita se sont formés à ses côtés.
Il a réalisé 160 films entre 1921 et 1944.

## Filmographie

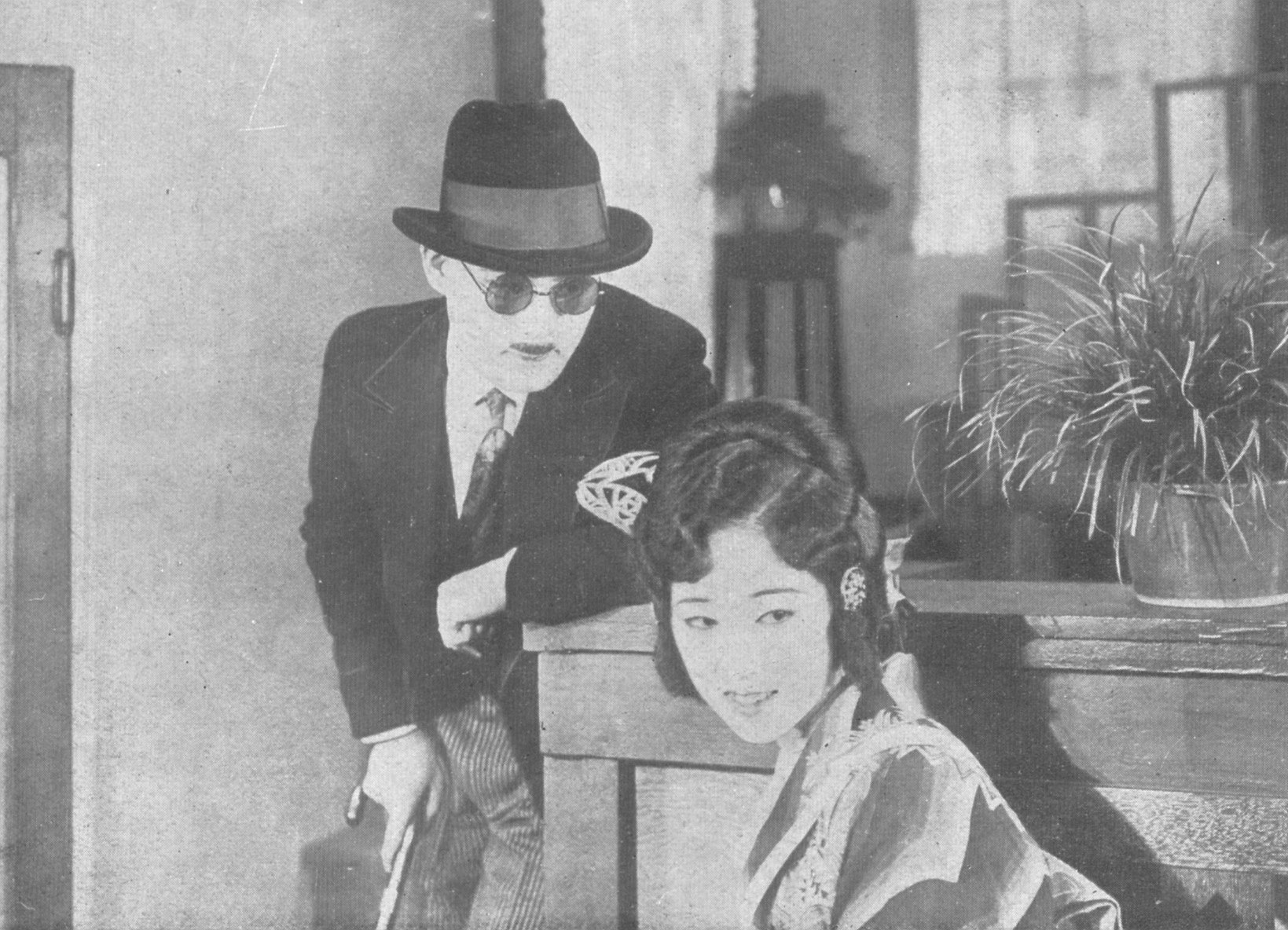
Denmei Suzuki et Yukiko Tsukuba dans Cinq intriguantes II (1926).

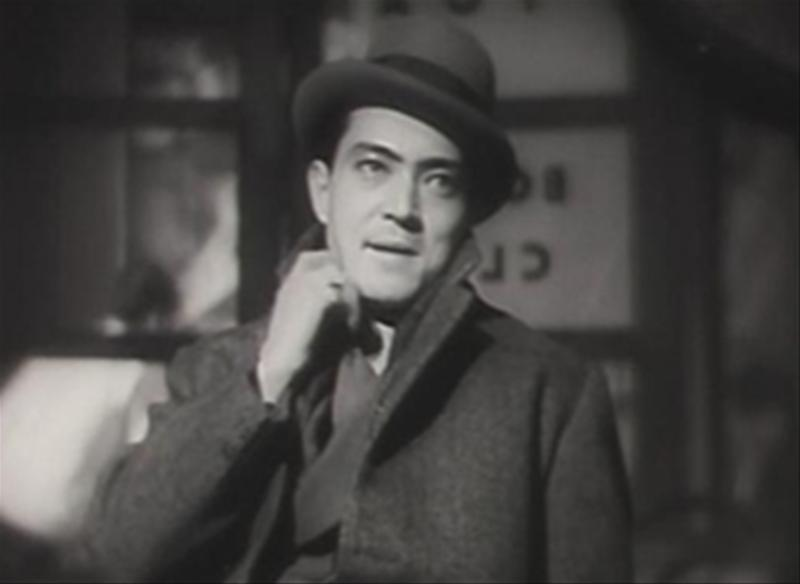
Jōji Oka dans Premier pas sur le continent (1932).

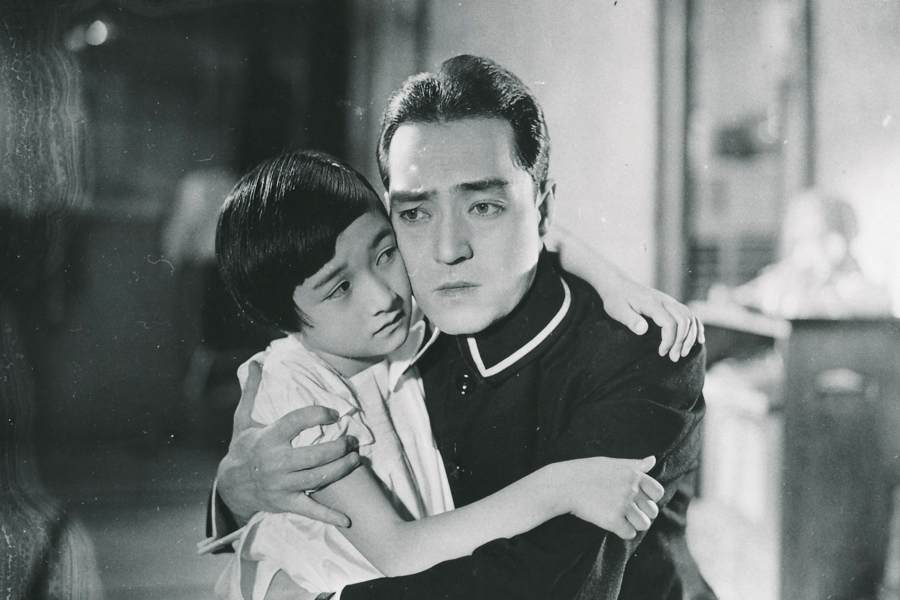
Hideko Takamine et Jōji Oka dans Joue contre joue (1933).

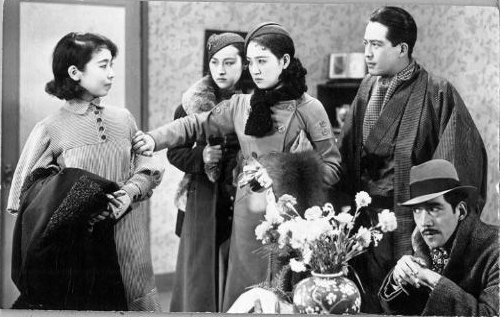
De gauche à droite : Junko Matsui, Yumeko Aizome, Hiroko Kawasaki, Den Obinata et Tatsuo Saitō dans La Ville des flammes de la passion (1934).

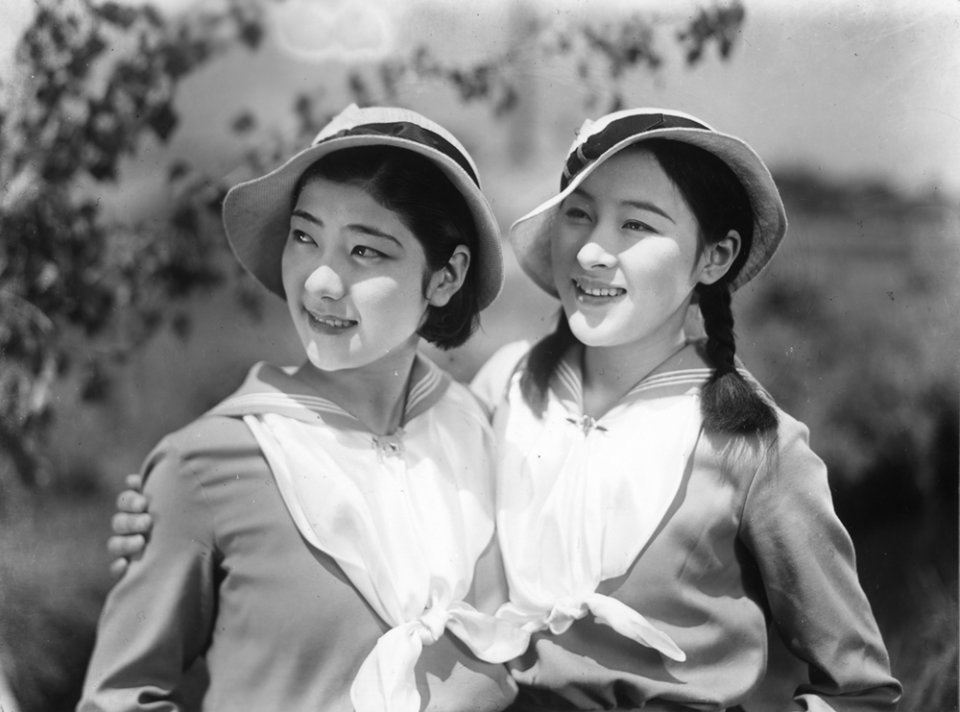
Sanae Takasugi et Yumeko Aizome dans Yaé, ma petite voisine (1934).

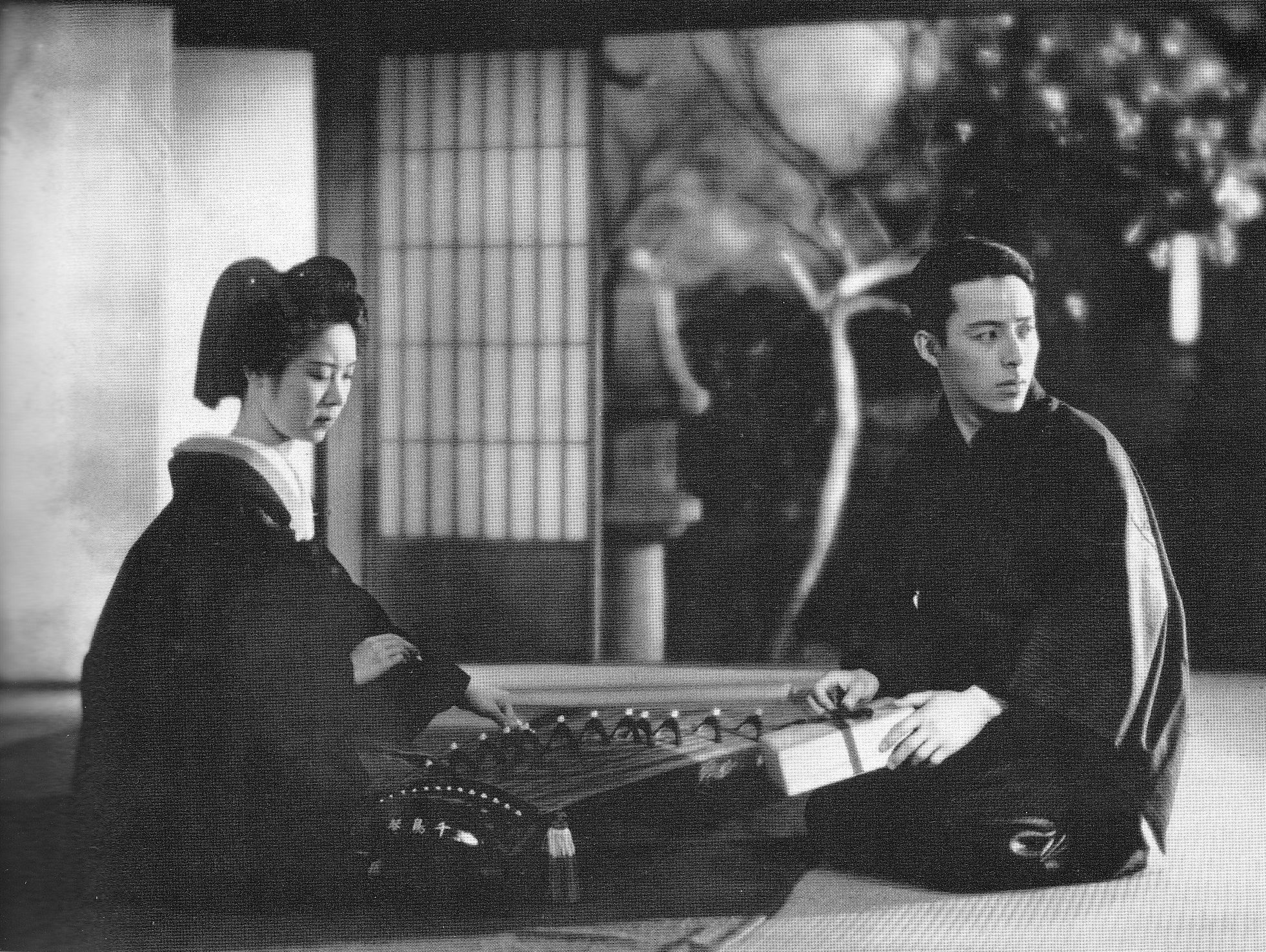
Kinuyo Tanaka et Kōkichi Takada dans Okoto et Sasuke (1935).

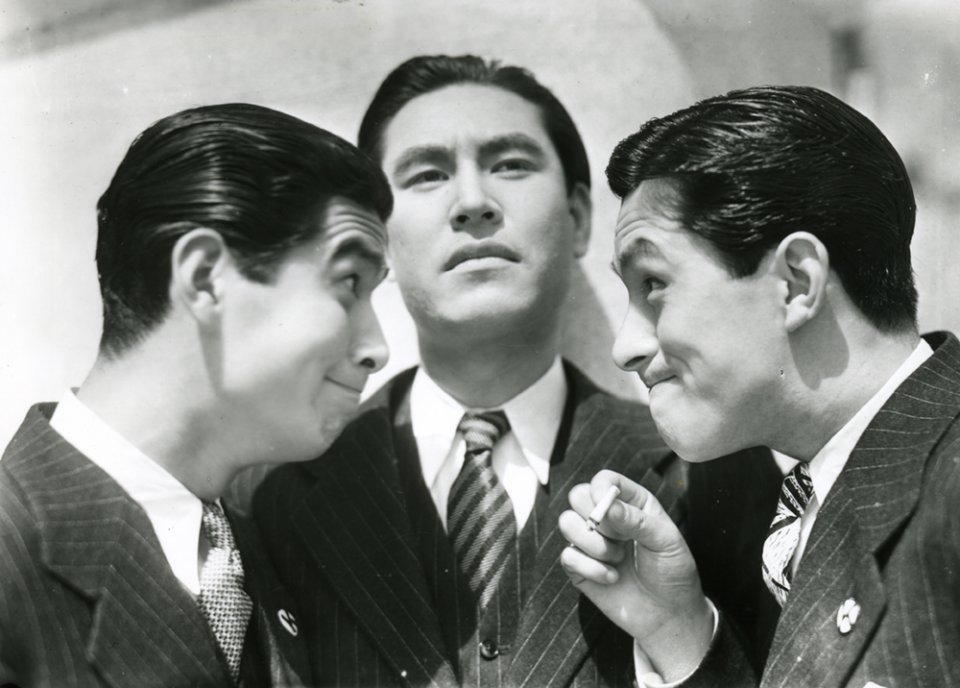
Shūji Sano, Shin Saburi et Ken Uehara dans Les Trois Prétendants (1937).

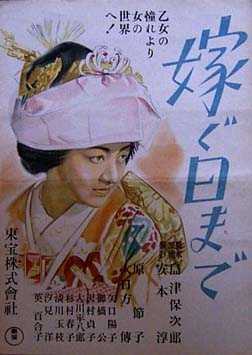
Affiche du film Jusqu'au jour du mariage (1940).

Sauf indication contraire, les titres en français se basent sur la filmographie de Yasujirō Shimazu dans l'ouvrage Le Cinéma japonais de Tadao Satō.

### Les années 1920
- 1921 : Sabishiki hitobito  (寂しき人々?)
- 1922 : Le Fossé de Sanya (山谷堀, San'ya-bori?)
- 1922 : Les Oiseaux migrateurs (渡り鳥, Wataridori?)
- 1922 : Un porteur intrépide (勇敢なる逓送夫, Yūkan naru teisōfu?)
- 1922 : La Maison de Kuzushichi (屑七の家, Kuzushichi no ie?)
- 1922 : Le lys blanc qui fleurit dans les champs (野に咲く白百合, No ni sakū shirayuri?)
- 1922 : Un sabre militaire laissé en héritage (遺品の軍刀, Ihin no guntō?)
- 1922 : La Fleur fanée (散りにし花, Chirinishi hana?)
- 1922 : L'Enfant du destin (運命の子, Unmei no ko?)
- 1922 : Vers un chemin étincelant (輝きの道へ, Kagayaki no michi e?)
- 1922 : Nuit de fête (祭の夜, Matsuri no yaru?)
- 1922 : Âmes vivantes, âmes mortes (Seirei shirei?)
- 1922 : Les Coins de l'amour (愛の楔, Ai no kusabi?)
- 1922 : Oh, Niitaka ! (噫新高, Aa Niitaka?)
- 1922 : Une solide poignée de main (堅き握手, Kataki akushu?)
- 1922 : L'Or (黄金, Ōgon?)
- 1923 : La Première Campagne du général Nogi (乃木将軍幼年時代, Nogi shōgun yōnen jidai?)
- 1923 : Le Malchanceux (恵まれぬ人, Megumarenu hito?)
- 1923 : Le Gardien de la voie ferrée en montagne (山の線路番, Yama no senroban?)
- 1923 : Le Jeu du ninja (忍術ごっこ, Ninjutsu gokko?)
- 1923 : Le Grand Benêt (大愚人, Daigujin?)
- 1923 : Une femme qui gagne sa vie (自活する女, Jikatsu suru onna?)
- 1923 : Frères et sœurs (兄弟, Kyōdai?)
- 1923 : La Jeune secrétaire (少年書記, Shōnen shoki?)
- 1923 : Minuit dans une grande ville IV (大東京の丑満時 第四篇 喜劇の巻, Dai Tōkyō no ushimitsudoki - Dai yonhen: Kigeki no maki?)[6]
- 1923 : Le Marché de la viande humaine (人肉の市, Jinniku no ichi?)
- 1923 : L'Appel du sang (血の叫び, Chi no sakebi?)
- 1923 : Le Rasoir (剃刀, Kamisori?)
- 1923 : Habit noir (黒装束, Kuroshōzoku?) (réalisé en 1921)
- 1923 : Kanichi et Mitsue (寛一と満枝, Kan'ichi to Mitsue?)
- 1923 : La Porte du crime (罪の扉, Tsumi no tobira?)
- 1923 : Onze heures cinquante-huit (十一時五十八分, Jūichiji gojūhappun?)
- 1923 : Le Père (お父さん, Otōsan?)
- 1924 : La Fille du marchand de nouilles (蕎麦屋の娘, Sobaya no musume?)
- 1924 : L'Ingrat (Fukōmono?)
- 1924 : Dimanche (日曜日, Nichiyōbi?)
- 1924 : Justement s'il devient idiot (愚者なればこそ, Gusha nareba koso?)
- 1924 : Vol d'os (骨盗み, Hone nusumi?)
- 1924 : Le Port des lamentations (Nakeki no minato?)
- 1924 : La maison qui fabrique du thé (茶を作る家, Cha o tsukuru ie?)
- 1924 : La mer rit (海は笑ふ, Umi wa warau?)
- 1924 : Akutaro, le mauvais garçon (悪太郎, Akutarō?)
- 1924 : L'Ermite (仙人, Sennin?)
- 1924 : Recueil de Kouta (小唄集 第三篇 籠の鳥, Kouta-shū Dai-sanpen: Kago no tori?)
- 1924 : Jukensha (受験者?)
- 1924 : La Pluie de l'île de la forteresse (城ケ崎の雨, Jōgashima no ame?)
- 1924 : L'Honneur maudit (呪はれたる操, Norowaretaru misao?)
- 1924 : Le Paradis (天国, Tengoku?)
- 1925 : C'est ma faute (新己が罪, Shin onoga tsumi?)
- 1925 : Les Sœurs de lait (新乳姉妹, Shin chikyōdai?)
- 1925 : La Cloche du soir (夕の鐘, Yū no kane?)
- 1925 : Le Printemps des îles du sud (南島の春, Nantō no haru?)
- 1925 : La terre sourit (大地は微笑む, Daichi wa hohoemu?) coréalisé avec Kiyohiko Ushihara
- 1925 : Le Professeur du village (村の先生, Mura no sensei?)
- 1925 : Pays natal (祖国, Sokoku?)
- 1925 : Maladie de civilisation (文化病, Bunkabyō?)
- 1925 : Un amour intrépide (勇敢なる恋, Yūkan naru koi?)
- 1925 : La nature juge (自然は裁く, Shizen wa sabaku?)
- 1925 : Un méchant descend sur terre (妖星地に堕つれば, Yōsei chi ni otsureba?)
- 1925 : L'Anneau de la danseuse (踊り子の指輪, Odoriko no yubiwa?)
- 1925 : Le Secret d'une épouse bien-aimée (愛妻の秘密, Aisai no himitsu?)
- 1926 : L'Ombre du masque (覆面の影, Fukumen no kage?)
- 1926 : L'Ombre de la lanterne rouge (紅燈の影, Kōtō no kage?)
- 1926 : Un Blanc-bec (お坊ちゃん, Obotchan?)
- 1926 : Mankō (万公?)
- 1926 : L'Adoration d'une épouse (女房礼讃, Nyōbō reisan?)
- 1926 : Amour (愛, Ai?)
- 1926 : Un bel arc-en-ciel (虹晴れ, Nijibare?)
- 1926 : Cinq intrigantes (妖婦五人女, Yōfu gonin onna?)[7]
- 1927 : Fils entremêlés de l'amour (恋愛混線, Ren'ai kosen?)
- 1927 : Rire entre les larmes (涙の笑顔, Namida no egao?)
- 1927 : Le Vieux Kuzo (久造老人, Kyūzō rōjin?)
- 1927 : Femme (女, Onna?)
- 1927 : Le Joyau (新珠, Shinju?)
- 1927 : Tōsei katagi (当世気質?)
- 1927 : L'Ombre d'une femme (女の影, Onna no kage?)
- 1927 : L'Homme qui a trouvé l'amour (恋を拾った男, Koi o hirotta otoko?)
- 1927 : Les Hommes courageux de la mer (海の勇者, Umi no yūsha?)
- 1927 : Le Secret de la belle femme (美女と秘密, Bijo no himitsu?)
- 1927 : Un acteur ambulant (旅役者, Tabi yakusha?)
- 1928 : Elle est bien jeune (若しも彼女が, Moshimo kanojo ga?)
- 1928 : Récit du combat opiniâtre d'une belle-fille (姑花嫁奮戦記, Shūtome hanayome funsenki?)
- 1928 : Les Gens faibles (弱き人々, Yowaki hitobito?)
- 1928 : Les Invités de la nuit (深夜のお客, Shin'ya no okyaku?)
- 1928 : Le Père tonnerre (雷親爺, Kaminari oyaji?)
- 1928 : Viens par derrière (裏からおいで, Ura kara oide?)
- 1928 : Marseille toutes voiles dehors (マルセーユ出帆, Marusēyu shuppan?)
- 1928 : Eh, majordome ! (おい！三太夫, Oi! Sandayū?)
- 1928 : Bonus (ボーナス, Bōnasu?)
- 1928 : Le printemps s'ouvre (春ひらく, Haru hiraku?)
- 1928 : Des années de Showa étincelantes (輝く昭和, Kagayaku Shōwa?)
- 1929 : Lions d'Echigo (越後獅子, Echigo jishi?)
- 1929 : Scène d'amour (恋愛風景, Ren'ai fūkei?)
- 1929 : Tu me manques (君恋し, Kimi koishi?)
- 1929 : Chant de printemps (春の唄, Haru no uta?)
- 1929 : Compassion bouddhique (多情仏心, Tājō busshin?)
- 1929 : La Beauté noire (美人は黒い, Bijin wa kuroi?)
- 1929 : Ashita tenki ni nāre (明日天気になあれ?)

### Les années 1930
- 1930 : Les Sœurs de la revue (レヴューの姉妹, Revū no shimai?)
- 1930 : Une beauté (麗人, Reijin?)
- 1930 : Les Gros Bateaux (巨船, Kyosen?)
- 1930 : C'est vrai, tu me le jures ? (ザッツ・オー・ケー　いゝのね誓ってね, Zattsu ō kē: Ii no ne chikatte ne?)
- 1930 : Kamata biggu parēdo蒲田ビックパレード (?)
- 1931 : Amour, sois avec l'humanité I - II (愛よ人類と共にあれ, Ai yo jinrui to tomo ni are I - II?)
- 1931 : La Bataille de l'amour (愛の闘ひ, Ai no tatakai?)
- 1931 : Celui qui crie dans les champs I (野に叫ぶもの 青春篇, No ni sakebu mono: Seishun hen?)
- 1931 : Celui qui crie dans les champs II (野に叫ぶもの 争闘篇, No ni sakebu mono: Sōtō hen?)
- 1931 : La Ligne de la vie ABC I - II (生活線ＡＢＣ, Seikatsu-sen ABC I - II?)
- 1932 : L'Issue du combat (勝敗, Shōhai?)
- 1932 : Premier pas sur le continent (上陸第一歩, Joriku dai-ippo?)[8]
- 1932 : Une petite fille dans la tempête (嵐の中の処女, Arashi no naka no shojo?)
- 1932 : Une nuit d'allégresse (歓喜の一夜, Kanki no ichiya?)
- 1933 : Joue contre joue (頬を寄すれば, Hoho o yosureba?)
- 1933 : Le Chant du souvenir (思ひ出の唄, Omoide no uta?)
- 1933 : La Fille et le Clairon (ラッパと娘, Rappa to musume?)
- 1934 : La Ville des flammes de la passion (情炎の都市, Jōen no toshi?)
- 1934 : Yaé, ma petite voisine (隣の八重ちゃん, Tonari no Yae-chan?)
- 1934 : Récit animé d'un mariage (結婚興奮記, Kekkon kōfun-ki?)
- 1934 : Osayo amoureuse (お小夜恋姿, Osayo koi sugata?)
- 1934 : Sono yoru no onna (その夜の女?)
- 1934 : Watashi no niisan (私の兄さん?)
- 1935 : Okoto et Sasuke (春琴抄 お琴と佐助, Shunkinshō: Okoto to Sasuke?)
- 1935 : La Fille du verger (果樹園の女, Kajuen no onna?)
- 1935 : Au moins ce soir (せめて今宵を, Semete koyoi?)
- 1935 : Elle a dit qu'elle ne l'aimait pas (彼女は嫌いとひいました, Kanojo wa kirai to iimashita?)
- 1935 : Comparaison de belles-filles (花嫁くらべ, Hanayome kurabe?)
- 1936 : Réunion de famille (家族会議, Kazoku kaigi?)
- 1936 : Hommes contre femmes (男性対女性, Dansei tai josei?)
- 1937 : Les Cartes de la jeune mariée (花嫁かるた, Hanayome karuta?)
- 1937 : Rouge et vert (朱と緑, Shu to midori?)
- 1937 : Les Trois Prétendants (婚約三羽烏, Kon'yaku sanbagarasu?)[9]
- 1937 : Le Premier Voyage de la vie (人生の初旅, Jinsei no hatsutabi?)
- 1937 : Les Lumières d'Asakusa (浅草の灯, Asakusa no hi?)[10]
- 1938 : La Fiancée mordue (噛みついた花嫁, Kamitsuita hanayome?)
- 1938 : Ainsi va l'amour (愛より愛へ, Ai yori ai e?)[11]
- 1938 : Les Japonais (日本人, Nihonjin?)
- 1939 : La Détermination d'Okayo (お加代の覚悟, Okayo no kakugo?)
- 1939 : Un frère et sa petite sœur (兄とその妹, Ani to sono imoto?)[12]

### Les années 1940
- 1940 : La Lumière et l'ombre (光と影, Hikari to kage?) (film en deux parties)
- 1940 : Jusqu'au jour du mariage (嫁ぐ日まで, Totsugu hi made?)
- 1940 : Un monde à deux (二人の世界, Futari no sekai?)
- 1940 : La Star du moment (時の花形, Toki no hanagata?)
- 1941 : La Jeune Épouse de mon frère (兄の花嫁, Ani no hanayome?)
- 1941 : Le Héron blanc (白鷺, Shirasagi?)
- 1941 : Les Poissons batailleurs (闘魚, Tōgyo?)
- 1942 : La Terre verte (緑の大地, Midori no daichi?)
- 1942 : La Carte d'une mère (母の地図, Haha no chizu?)
- 1943 : Le Chœur de la promesse (誓ひの合唱, Chikai no gasshō?)
- 1943 : Watashi no uguisu (私の鶯?)
- 1943 : Shutsujin (出陣?)
- 1944 : La Lutte quotidienne (日常の戦ひ, Nichijō no tatakai?)